# Gabriela Andersen-Schiess
Gabriela Andersen-Schiess (Zurique, 20 de maio de 1945) é uma maratonista suíça de longa distância.
Ficou mundialmente conhecida nos Jogos Olímpicos de 1984, em Los Angeles, na primeira maratona feminina na história dos jogos. Apesar de morar no estado norte-americano de Idaho e trabalhar como instrutora de esqui na época, Gabriela representou seu país natal, a Suíça, nos jogos. Antes dos jogos de Los Angeles, as mulheres eram proibidas de competir em provas de longas distâncias, a maior era os 1500 metros rasos.

## Biografia
Nascida na capital suíça, Zurique, em 1945, Gabriela emigrou para os Estados Unidos aos 18 anos de idade, para trabalhar como instrutora de esqui. Na faculdade, no Arizona, conheceu o norte-americano Dick Andersen com quem se casou e assim ganhou a cidadania, ainda que competisse no atletismo por seu país natal, ganhando os 3 mil metros no Campeonato Suíço de 1972.
Gabriela então começou a se dedicar às maratonas de rua, marcando o melhor tempo na maratona suíça de 1973. Após dar um tempo na carreira, ela retornou às pistas, ganhando duas maratonas, a de Minneapolis-St. Paul e a de Sacramento, batendo o record suíço, tanto na maratona quanto nos dez mil metros. Isso a classificou para a primeira maratona feminina dos jogos olímpicos, que aconteceu em Los Angeles, em 1984.

## A maratona
Correndo na 20ª posição, Gabriela perdeu a última estação de água e acabou desidratada sob o sol e o calor de Los Angeles. Desidratada e desorientada pelo calor, além de ter sido acometida por uma forte cãibra na perna esquerda, Gabriela levou sete minutos para percorrer os 500 m finais dentro do estádio Los Angels Coliseum, mancando ao longo da raia e dispensando a ajuda dos médicos e enfermeiros a postos na beira da pista. Gabriela sabia que se aceitasse ajuda médica, ela seria desclassificada da maratona.
Assim que cruzou a linha de chegada, Gabriela caiu nos braços da equipe médica, sob os aplausos do público, juízes e voluntários dos jogos. Após a prova ela disse aos jornalistas que queria terminar o percurso pois aquela talvez fosse sua única oportunidade olímpica devido aos seus trinta e nove anos. Ela chegou na 37ª colocação entre 44 corredoras.
Gabriela teve um quadro grave de hiponatremia (queda brutal do sódio no sangue) por provável falta de reposição com isotônicos, aliada ao calor ambiente elevado. Isso lhe provocou fortes alterações cardiovasculares, metabólicas e cerebrais, sendo mostrada ao mundo cambaleante e desconexa, em quadro de confusão mental. Os médicos acompanharam a volta até a chegada sem prestar atendimento pois verificaram que a sudorese indicava haver líquido no corpo, afastando risco de vida iminente.
Duas horas depois do atendimento na linha de chegada, Gabriela se recuperou e foi liberada. Sua atitude e perseverança de concluir a maratona rodaram o mundo e se tornaram um símbolo olímpico mundial de amor ao esporte.